# Andrés Lewin-Richter
Andrés Lewin-Richter Ossiander (n. Miranda de Ebro, Burgos, España; 1937) es un compositor y doctor ingeniero industrial.

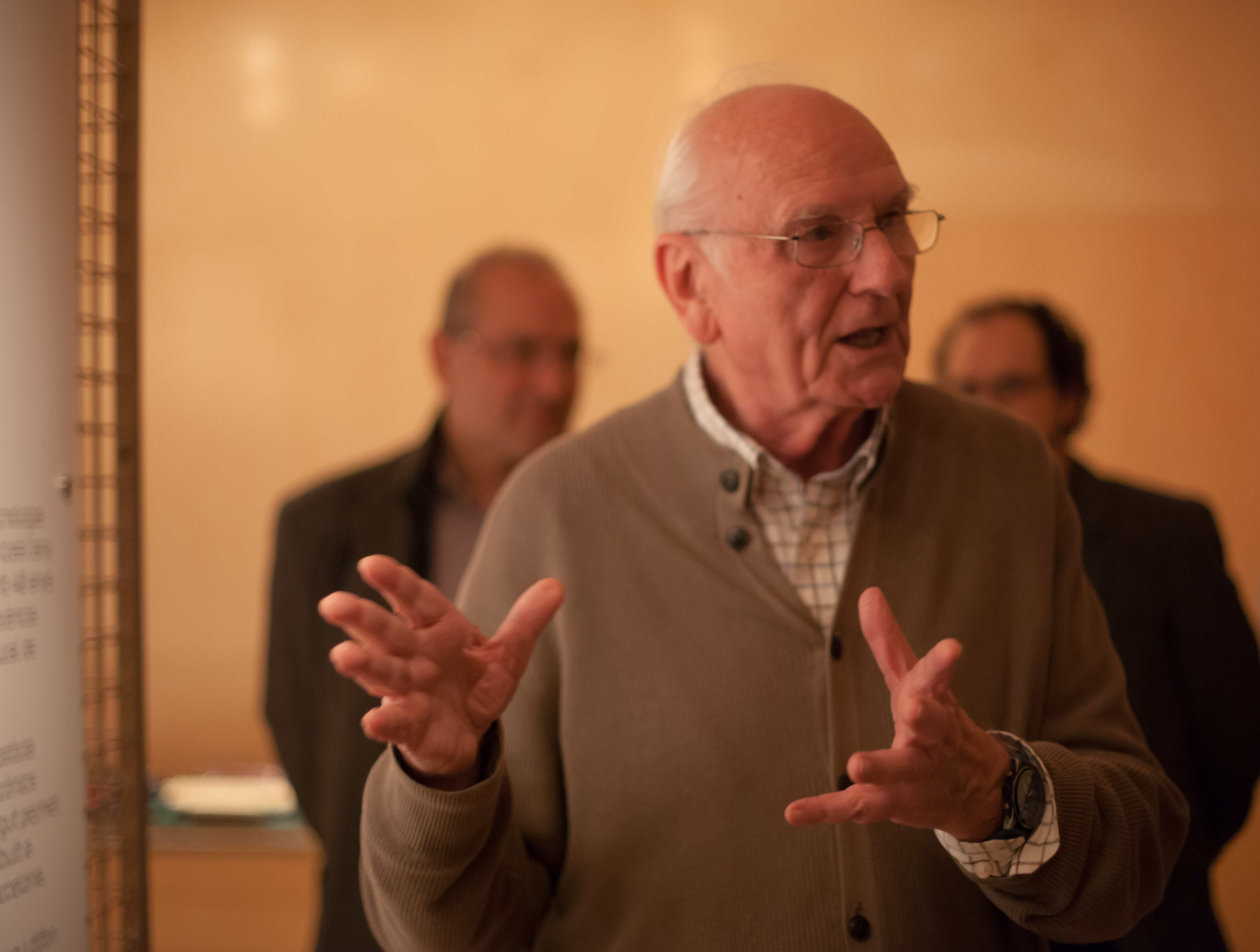
Andrés Lewin-Richter durante la inauguración de la exposición "Phonos, 40 anys de música electrònica a Barcelona", en el Museo de la Música de Barcelona.

## Biografía
Fue secretario de Música Abierta, entre 1960 y 1962.
Cursó hasta el doctorado la carrera de ingeniería industrial en la Universidad Politécnica de Cataluña (Universitat Politècnica de Catalunya), de Barcelona (España), ciudad en la que reside actualmente.
Consiguió una beca Fulbright que le permitió completar sus estudios en la Universidad de Columbia (Columbia University), en Nueva York (Estados Unidos de América) en donde estudió y trabajó entre 1962 y 1965, siendo asistente de Vladimir Ussachevsky, Mario Davidovsky y de Edgar Varèse en el Columbia Princeton Electronic Music Center, en la que fue profesor auxiliar y creó sus primeras composiciones electrónicas.
Simultaneó estas actividades con la de ingeniero de sonido del Alwin Nikolais Dance Company de Nueva York. En 1966 promovió la creación del Estudio de Música Electrónica del Conservatorio de Música de Ciudad de México.
En 1968 fundó en Estudio de Música Electrónica de Barcelona y fue director ejecutivo del Conjunt Català de Música Contemporània, entre 1968 y 1973.
En 1974 fundó con Josep Maria Mestres Quadreny el Estudio de Música Electroacústica Phonos -que fue inicialmente instalado en su propia casa-, y es desde 1984 la Fundación Phonos. Lewin-Richter ha sido y es, alternativamente, su secretario y vicepresidente y su director ejecutivo. 
Ha sido secretario y vicepresidente de la Asociación Catalana de Compositores (Associació Catalana de Compositors) durante los periodos 1976-1991 y 2000-2004 y ha sido director ejecutivo del Conjunt Català de Música Contemporània,
Desde el año 2003 es profesor de Historia de la Música Electroacústica en la Universidad Pompeu Fabra (Universitat Pompeu Fabra) (UPF) y en la Escuela Superior de Música de Cataluña (Escola Superior de Música de Catalunya) (ESMuC), ambas de Barcelona.
Es un compositor especializado, en mayor medida, en la música electroacústica, habiendo compuesto obras instrumentales con cinta y música para ballet, teatro, cine y vídeo.
Lewin-Richter ha creado composiciones de música electroacústica en los estudios de música electrónica de la Universidad de Columbia (Nueva York), Fundación Phonos (Barcelona), Alea y CDMC (Madrid), GME (Cuenca), EMS (Estocolmo), Escuela Superior de Música (Hochschule für Musik in Basel) de Basilea (Suiza) y la Universidad de Aveiro (Portugal).

## Obras
- Densidades (1963), electrónica ( 4’)
- 6 cánones (1963), electrónica (17’)
- Sonoridades (1964), electrónica ( 3’)
- Theodore (1964), electrónica (10’)
- Estudio I (1964), electrónica ( 5’)
- The Gondola Eye (1964), electrónica (20’ 25”)
- Sublimated Birth (1964), electrónica ( 5’)
- Movimientos para ballet (1965), electroacústica ( 7’)
- Estudio II (1965), electrónica ( 4’)
- Secuencia I (1972), versión para número indeterminado de percusionistas, electrónica (15’)
- Secuencia I (1972), percusión, electrónica (18’)
- Secuencia II (1972), electrónica ( 8’)
- Acción cero (1973), electrónica (40’)
- Knock Out (1974), electrónica ( 8’)
- Per Tante Cose (La nostra imatge) (1974), electrónica (80’)
- Diario de un loco (1974), electrónica (10’)
- Esta trist el most (1976), electrónica (45’)
- Om (1976), mezzosoprano, electrónica ( 8’)
- Joc (Espacio sonoro IV) (1976), guitarra eléctrica, percusión, electrónica (14’)
- Secuencia III para anna (1976), mezzosoprano, electrónica ( 8’)
- Collage (Homenaje a Gerhard) (1977), flauta píccolo, clarinete soprano en si bemol, piano, percusión, violín, violoncelo, otros instrumentos (12’)
- Fontecilla mix I (1977), electrónica (90’)
- Giravolt (1978), electrónica ( 2’)
- Fontecilla Mix II (1978), electrónica (24’)
- Verd estiu altupne hivern (acción 2) (1978), electrónica (80’)
- Guernica (1979), electrónica (20’)
- El paraíso (1979), electrónica (15’)
- El viento I (Homenaje a Lorca) (1979), mezzosoprano, guitarra, electrónica (10’)
- El viento II (Homenaje a Lorca) (1979), electrónica ( 9’)
- Reacciones I (1979), clarinete bajo, electrónica (12’)
- Secuencia IV (1979), piano, electrónica (10’)
- Reacciones II (1979), clarinete soprano en si bemol, electrónica (12’) https://www.youtube.com/watch?v=utaEXOKkip4
- Banale Konzert (1980), electrónica (10’)
- El viento IV (1980), mezzosoprano, electrónica ( 6’)
- El viento III (1980), mezzosoprano, electrónica ( 8’)
- Baschetiada (1980), electrónica (12’)
- Reacciones III (1980), clarinete soprano en la, requinto, 2 clarinetes soprano en si bemol, clarinete bajo (12’)
- Wagler Walricci (1981), mezzosoprano, electrónica ( 5’)
- Actualidad discográfica (1982), electrónica ( 2’)
- Fáctica - El Bailarín y su estructura (1982), electrónica (50’)
- Knosos (1982), electrónica (14’)
- Sones (1982), electrónica ( 9’)
- Quorum (1983), electrónica (10’)
- 6 songs E. E. Cummings (1983), soprano, contrabajo, electrónica (10’)
- Homenaje a Mompou (1983), piano, electrónica ( 5’)
- Tragische Schatten (1983), electrónica (10’)
- Secuencia V (1983), guitarra, electrónica ( 8’)
- Secuencia VI (1983), trompeta en fa, electrónica (CD) (14’)
- Tinell (1983), 5 percusionistas, electrónica ()
- Cogida (1984), electrónica (20’)
- Isaac el cec (1984), mezzosoprano, flauta, guitarra, electrónica (10’)
- In memoriam Manuel Valls (1984), mezzosoprano, electrónica ( 5’)
- Sancta Maria (1984), electrónica (11’)
- Musica electroacústica (1985), electrónica ( 2’)
- Batlantic (1985), electrónica ( 7’)
- 2 poemas de Jorge Guillen (1985), mezzosoprano, piano ( 6’)
- Juegos (1985), 2 guitarras, electrónica ( 7’)
- Solars vortices (1985), flauta, clarinete soprano en si bemol, violín, violoncelo, percusión, electrónica (13’)
- La tempestad (1986), electrónica (90’)
- Desfigurat (1986), electrónica (30’)
- Duo (1986), clarinete bajo, percusión ( 6’)
- Dr. Octopus (1987), 5 percusionistas (12’)
- Diálogos (1987), 2 percusionistas, electrónica (12’)
- Secuencia VII (1987), contrabajo, electrónica (12’)
- Calaf in materia (1988), electrónica (90’)
- 3 poemes de Salvador Espriu (1988), mezzosoprano, piano ( 6’)
- Homenaje a Zinovieff (1988), electrónica ( 9’)
- Verra la morte (textos de Cesare Pavese) (1988), electrónica (12’)
- Semblança (Feliu Formosa) (1988), mezzosoprano, guitarra, flauta píccolo, electrónica (12’)
- Secuencia VIII (1988), flauta, electrónica (11’)
- 99 golpes (1989), electrónica (14’)
- Ben avra questa donna cor di ghiacio (Dante) (1989), mezzosoprano, electrónica ( 6’)
- Strings (1989), electrónica ( 8’)
- Secuencia IX (1989), viola, electrónica (11’)
- Frullato II (1990), 4 flautas dulces (14’)
- Frullato (1990), 4 flautas dulces, electrónica (15’)
- Fragmento (a Nono) (1990), electrónica ( 3’)
- Brossiana-interludio (1990), electrónica ( 6’)
- Poema civil (Joan Brossa) (1991), mezzosoprano, guitarra ( 1’)
- Contrastes (1991), flauta, viola, electrónica ( 6’)
- Ludus basiliensis (1991), electrónica (11’)
- Secuencia X (1991), violoncelo, electrónica (11’)
- Reacciones IV (1991), fagot, electrónica (11’)
- Radio 2 (1996), 2 violines, viola, violoncelo, electrónica ( 3’)
- Sarangi (1999), electrónica ( 8’)
- Figuras (2000), versión saxo soprano, electrónica ( 7’)
- A cuatro (2000), 3 instumentistas ad líbitum, electrónica (13’)
- Constelaciones (2000), electroacústica ( 3’)
- Desplaçaments (2000), electrónica ()
- Flauta-metal (2000), flauta dulce, percusión ( 6’)
- Clarimba (2000), clarinete bajo, marimba (5’ 39”)
- Configuraciones (2000), 4 flautas dulce, electrónica (8’ 40”)
- Figuras (2000), oboe, electrónica ( 7’)
- Resonancias (2000), piano, electrónica (6’ 50”)
- Constelaciones II (2001), flauta, clarinete soprano en si bemol, violín, percusión ( 9’)
- Dona i ocell (a Miró) (2001), 2 violines, percusión ( 7’)
- 3 fantasias (2001), 6 flautas dulces renacentistas (10’)
- Secuencia XI (2001), violín, electrónica (9’ 30”)
- Secuencia XII (2001), flauta dulce contrabajo, electrónica (CD) (10’)
- Signals (2002), tarogato, electrónica (CD) (10’)
- 17 miniaturas (2002), electrónica (17’)
- Secuencia VI A  (2002), trompeta, electrónica (14’)
- Platges, con J. M. Balanyà (2002), electrónica (59’)
- Dreams (2002), flauta, electrónica (9’ 40”)
- Ludus allaviarum (2002), electrónica (12’ 33”)
- Signals (2002), versión clarinete soprano en si bemol, electrónica (CD) (10’) https://www.youtube.com/watch?v=4IiKiP13IC4
- Viso di Primavera (Homenaje a Anna Ricci) (2002), electrónica (3’ 47”)
- Caminando...(recuerdo de Nicolás Guillén) (2002), electroacústica (33’)
- Secuencia XIII (2002), acordeón, electrónica (10’)
- Secuencia VI B (2002), trompeta, electrónica (14’)
- Fantasia (2003), piano, electrónica (11’)
- Omaggio a Berio: sequenza per tuba (2003), electrónica ( 3’)
- Juego de acordeón (2003), electrónica ( 5’)
- Melodías (2003), flauta dulce, electrónica (10’)
- Secuencia XIV (2003), tuba, electrónica (11’)
- Metálica (homenaje a X. Joaquín) (2003), 4 percusionistas, electrónica ( 9’)
- Meisoh No Ne (2003), shakuhachi y electrónica (CD) (10’ 30”)
- S/T-1 (film Valeria Valenzuela) (2004), banda sonora (2’ 11”)
- La sal de la terra (homenaje a Dalí) (2004), 4 trombones, coro, electrónica ()
- Fragments (2004), clarinete soprano en si bemol, requinto., clarinete soprano en la, clarinete bajo, electrónica (11’)
- Essay on Trombone (2004), electrónica ( 5’)
- Amnios (film juan josé molero) (2004), banda sonora (13’)
- Collage #2 (film Vanessa Losada) (2004), banda sonora (17’)
- Fanfarre (jocs d’aigua) (2004), electrónica ( 1’)
- Secuencia XV (2004), trombón, electrónica (10’)
- Fluxus es zen? (2005), electrónica ( 1’)
- Arssonxx.rne (2005), electrónica ( 2’)
- Fantasia Schs (2005), clarinete bajo, órgano ( 6’)
- Fractals (2006), orquesta (11’)
- Interacciones (2006), piano, percusión, electrónica (11’)
- On ’Freesound” Water (2006), electrónica (5’ 20”)
- Danse Noire (2006), electrónica ( 4’)
- Cuarteto de cuerda nº 1 (2006), 2 violines, viola, violoncelo (11’)
- Secuencia XVI (2006), saxo tenor, electrónica (10’)
- Sombras (2007), violoncelo, electrónica (10’)
- 2 divertimentos (2007), guitarra, contrabajo (10’)
- Retales (2007), electrónica (2’ 57”)
- For Harry (secuencia XVII) (2007), clarinete bajo, electrónica (10’)
- Soplos (2007), electrónica (3’ 40”)
- Sospiri (2007), electrónica (4’ 30”)
- Septeto henon (2007), violín, viola, violoncelo, contrabajo, clarinete soprano en si bemol, trompa, fagot (10’)
- Makeup (Ballet de Eva Bertomeu) (2008), electroacústica (17’)
- Homenaje a Pierre Schaeffer (2008), electroacústica (2’ 49”)
- Hommage a Pierre Schaeffer (Autour du “Étude aux Chemins de Fer”) (2008), electroacústica (4' 34”)
- Schaeffer granulado (2008), electrónica ( 1’)
- Friendship Quartet (2008), clarinete bajo, flauta, piano, electrónica (7' 30”)
- El aullido (F. Amat) (2009), banda sonora (21’)
- Aire (2009), saxo barítono, electrónica (10’)
- Spring (2009), 2 flautas dulces, electrónica ( 9’)
- Slapring (2009), viola, saxo soprano, electrónica (10’)
- Memento (a Juan Blanco) (2009) (4' 46”)
- Génesis (2009), electroacústica (5' 15”)
- Multifonías III (2011/rev. 2013) para clarinete y electroacústica (10'). Dedicada a José María Santandreu. https://www.youtube.com/watch?v=bbuPVRhSt6Y